# Met de beer op stap
Met de beer op stap is een hoorspel van Karlheinz Knuth. Umgang mit Bären werd op 28 augustus 1967 door de Sender Freies Berlin uitgezonden en door Willy Wielek-Berg vertaald. De VARA zond het uit op zaterdag 27 januari 1968 (met een herhaling op woensdag 6 augustus 1969). De regisseur was Ad Löbler. De uitzending duurde 38 minuten.

## Rolbezetting
- Wam Heskes (de beer)
- Hans Veerman (Gregor)
- Corry van der Linden (Marianne)

## Inhoud
Gregor gaat met de beer op stap. Gregor, een voormalige kantoorklerk, is een straatfotograaf die eigenlijk persfotograaf wilde worden. De beer is een meneer De Beer die zich in een berenpak steekt en zich, zo vermomd, laat fotograferen met kinderen. Het is zijn vondst, dit de beer uithangen. Hij is ook de patroon van het fotobedrijfje, maar Gregor heeft meer hersens en organisatietalent en de beer zit ten slotte als reclamestunt voor het raam van het kantoor en mag hoogstens nog de telefoon aannemen. Gregors carrière vormt een soort ontwikkelingslijn in het patroon van het spel. Die lijn wordt gekruist door een dalende: de geschiedenis van Gregors huwelijk. Aanvankelijk plaagt Gregor zijn Marianne met haar “kattenogen”. Hij wil dolgraag met haar pronken, maar heeft geen geld om uit te gaan. Naderhand, als de zaken beginnen te floreren, vindt hij Mariannes ogen “fotogeniek”. Van uitgaan is geen sprake. Zij mag hoogstens voor model staan. Terecht vraagt het vrouwtje: “Wat gebeurt er als je dromen in werkelijkheid niet zo zijn als wij denken?” Zij zag haar man een sleur ontlopen, die van het kantoor, en in een andere, nog ergere sleur vervallen. En Gregor zelf voelt zich toch ook niet zo lekker meer. Hij grapt wat dat de beer hem heus niet zal opvreten. Zover hoeft het niet te komen. De toekomst ziet er somber uit wanneer je moet zeggen: “De omgang met beren is een kwestie van wennen. Ze zijn fijngevoelig en aanhankelijk, maar dat is juist het gevaarlijke, de omhelzing van een beer.”